# Domaine Rabiega
Domaine Rabiega, är en vintillverkare, hotell, restaurant, konferens center i Provence i Frankrike, belägen strax utanför Draguignan i det franska departementet Var. Egendomen har allt sedan 1986 haft svenska ägare, först det statliga företaget Vin & Sprit, sedan 2006 familjen Åkesson bakom Kiviks musteri, och numera Gastrodev Vin&Sprit AB www.gastrodev.se

## Historik
På den mark som egendomen idag omfattar lär vingårdar ha funnits sedan 1500-talet, men framställning av vin under eget namn inleddes på 1960-talet av Christiane Rabiega. 1986 köpte svenska Vin & Sprit egendomen, i syfte att dels använda den som konferensanläggning och kursgård, och dels för att öka företagets kompetens kring vinframställning genom att driva en vinegendom i egen regi. Vin & Sprit hade vid denna tid fortfarande monopol på import av vin till Sverige, och bedrev också en omfattande härtappning (buteljering) av importerade viner, och ansåg att en ökad kunskap om faktiskt vinframställning behövdes som ett led i detta.
Under den första tiden i Vin & Sprits regi ansågs vinerna inte vara alltför lyckade, men ett uppsving inleddes när Lars Torstenson tog över verksamheten 1988. Domaine Rabiega fick omfattande uppmärksamhet när en Syrah-baserad prestigecuvée (Clos Dière Cuvée I) av årgång 1990 nådde stora framgångar i en vintävling år 1993. Rabiega lyckades därmed etablera sig som en Provences främsta vinegendomar, med ett rykte om att vara den bästa i sin appellation, Côtes de Provence. Vid denna tid pågick ett kvalitetuppsving bland flera producenter i vinregioner i södra Frankrike som tidigare enbart ansetts producera mycket enkla viner som inte kunde mäta sig med de klassiska franska vinregionerna; förutom Provence gällde detta inte minst Languedoc-Roussillon.
I början av 2000-talet kom Vin & Sprit fram till att man skulle fokusera på sin kärnverksamhet, och i den ansåg företaget att det inte ingick att äga och driva en egen konferensanläggning, och inte heller att driva egen vintillverkning. Till följd av Sveriges inträde i Europeiska unionen 1995 hade företaget också förlorat sin monopolställning som svensk vinimportör, vilket innebar att vinverksamheten hade minskat i betydelse i jämförelse med produktionen av spritdrycker, inte minst exportframgången Absolut Vodka. 2005 meddelades därför att Domaine Rabiega skulle säljas, och i samband med detta lämnade också Lars Torstenson egendomen.
2006 köptes egendomen av familjen Åkesson, som tidigare drivit Kronovalls slott. Efter några år såldes egendomen till fransk ägare som avled 2017 och gården var då åter till salu.
Under sommaren 2019 startade Yohan Adell von Corswant och Gastrodev Vin&Sprit AB arbetet med köp av gården tillsammans med ett antal svenska investerare.  Domaine Rabiega är från 27 juli 2020 under svenskt ägande via Gastrodev Vin & Sprit Ab, svensk vinimportör med säte i Stockholm.  I samband med detta är Lars Torstenson återigen kopplad till vintillverkningen, som går in i uppdraget med höga ambitioner.  Under 2020 och 2021 renoveras gården med hotell (28 rum) och restaurang/Bistro. Planerat öppningsdatum för steg 1 är 1 augusti. Information hittar man å www.rabiega.com

## Viner
Under Vin & Sprit-eran såg sortimentet ut så här:
- Clos Dière Cuvée I, Syrah-dominerad prestigecuvée
- Clos Dière Cuvée II, Carignan-dominerad prestigecuvée med inslag av Grenache och Cabernet Sauvignon.
- Clos Dière Blanc, vitt vin på Sauvignon Blanc, Chardonnay och Viognier.
- Rabiega Rouge, rött vin av standardkvalitet. Vinet skapades 1997 och bestod av Cabernet Sauvignon och Syrah med en kortare tids ekfatslagring. Ekfaten kommer från olika delar av Frankrike (Allier, Nevers, Vosges, Tronçais), USA, Slovenien, Ungern och Ryssland. Mixen av fat ökar vinets komplexitet, enligt vinmakaren. Målet är att Rabiega Rouge ska vara ett trevligt vardagsvin.
- Vid flera tillfällen tog Rabiega också fram olika specialvarianter av viner, exempelvis en serie där samma grundvin lagrats på ekfat av olika ursprung och buteljerats separat.[2]

Sedan Åkesson tog över har en viss omstrukturering skett i sortimentet.
- Clos Dière är en prestigecuvée på 100% Syrah, motsvarande den tidigare Cuvée I.
- Le Rocher är en Cabernet Sauvignon-dominerad prestigecuvée med inslag av Syrah.
- Cuvée Selection är en serie av vita endruvsviner med druvsortsnamn utsatta.
- Därutöver görs flera viner av standardkvalitet i färgerna rött, rosé och vitt under beteckningarna Rabiega och Domaine Rabiega.

Nutid.
Ett antal av gårdens viner återfinns på systembolagets beställningssortiment och på sikt ev på utvalda butiker. Vinerna finns även på välsorterade vinbarer och restauranger.